# Алвимедика
„Алвимедика“ (Alvimedica) е частна компания, производител на медицински изделия в Турция. Основана е през 2007 г. от турския бизнесмен Ишак Алатон. Тя е производител на коронарни стентове, балонни катетри, диагностични и направляващи катетри.
Седалището на компанията е съоръжение от 5500 m2, разположено в зоната за свободна търговия на околия Чаталджа в Истанбул. „Алвимедика“ разполага с една от най-големите чисти стаи в Европа, от клас 10 000. С площ от 700 m2 съоръжението на компанията, съвместимо с добрата производствена практика, съдържа основния комплект от катетри и стент системи.
Проектите на „Алвимедика“ включват бъбречни и краниални интраваскуларни стентове. Те включват Coracto, първият отделящ лекарство стент, разработен и произведен в Турция. Компанията работи и върху биоразградими стентове, които се разтварят напълно в съда.